# Harpa cabriti
Harpa cabriti, previously được gọi là Harpa ventricosa Lamarck, 1816, tên tiếng Anh: ventral harp, là một loài ốc biển lớn, a predatory marine động vật chân bụng động vật thân mềm trong họ Harpidae, họ ốc đàn.
This ốc biển có ở Biển Đỏ phía nam đến Nam Phi. Nó sống ở Ấn Độ và [[Thái Bình Dương Oceans.
The shell is often collected by shell-collecting hobbyists.

## Hình ảnh

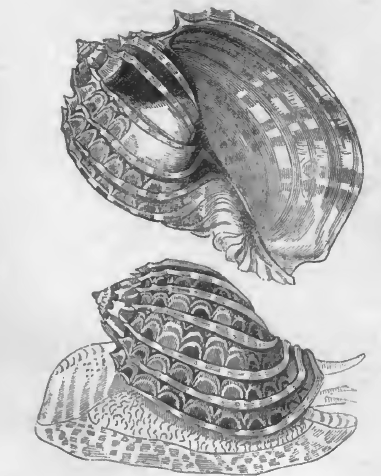